# وزارة العمل والشؤون الاجتماعية (العراق)
وزارة العمل والشؤون الاجتماعية هي واحدة من وزارات الحكومة العراقية. تأسست الوزارة في 20 أيلول 1939 تحت اسم "وزارة الشؤون الاجتماعية"، وكان أول وزير هو الدكتور سامي شوكت.
الوزير الحالي هو أحمد الأسدي.